# Dendropanax glaberrimus
Dendropanax glaberrimus är en araliaväxtart som beskrevs av José Cuatrecasas. Dendropanax glaberrimus ingår i släktet Dendropanax och familjen Araliaceae. Inga underarter finns listade.